# Schotse literatuur

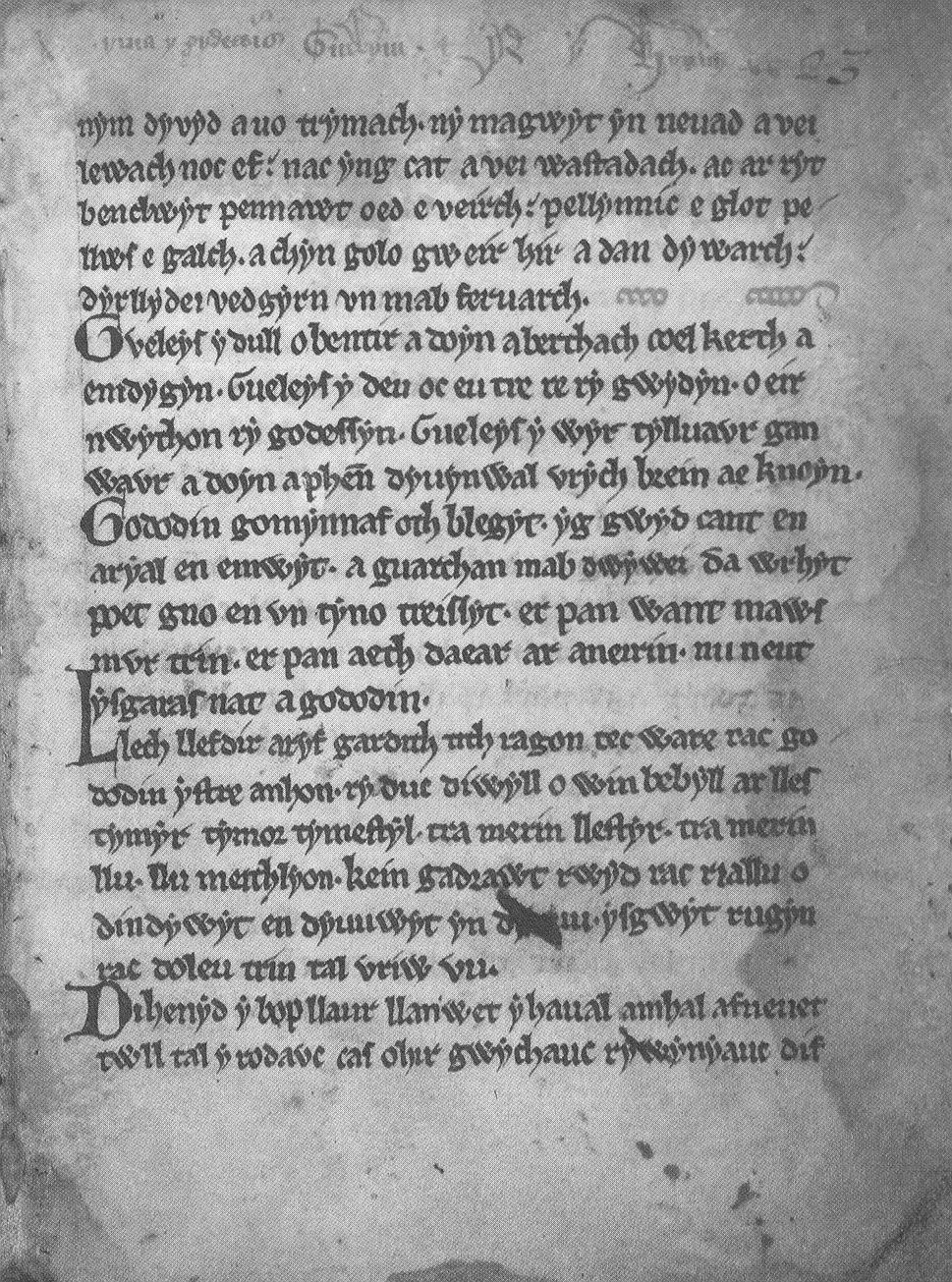
Pagina uit het boek van Aneirin met het eerste deel van The Gododdin ca. 6e eeuw.

De Schotse literatuur is literatuur die is geschreven door Schotse schrijvers, of in Schotland. Het kan daarmee in het Engels geschreven zijn, maar ook in het Scots of het Schots-Gaelisch, alsook in Brits, Latijn, Frans of gelijk welke taal waarin de tekst geschreven is binnen de grenzen van het huidige Schotland.

## Vroege Schotse literatuur
De inwoners van Noord-Brittannië spraken Keltische talen. Veel van de vroegste Welshe literatuur was feitelijk samengesteld in of dicht bij het land dat we nu Schotland noemen. Het Brits (Brythonisch) - de voorloper van het Welsh - was toen immers niet beperkt tot Wales en Cornwall. Modern historisch onderzoek, vooral gebaseerd op plaatsnamen, wijst uit dat de Picten een Britse taal spraken, maar van hun literatuur is blijkbaar niets overgebleven.
Wat ons wel is overgeleverd aan voorbeelden van vroege Schotse literatuur is het volgende:
- Brythonic (Oudwelsh):
  - The Gododdin (toegeschreven aan Aneirin), ca. 6de eeuw
  - The Battle of Gwen Ystrad (toegeschreven aan Taliesin), late 6e eeuw
- Gaelic:
  - Elegy for St Columba door Dallan Forgaill, ca. 597
  - In Praise of St Columba door Beccan mac Luigdech of Rum, ca. 677
- Latijn:
  - Prayer for Protection (toegeschreven aan St Mugint), ca. midden 6e eeuw.
  - Altus Prosator ("The High Creator", toegeschreven aan St. Columba), ca. 597
- Oudengels:
  - The Dream of the Rood, ca. 700 (het enige overlevende fragment van Northumbrian Oudengels daterend uit vroeg middeleeuws Schotland)

## Middeleeuwse Schotse literatuur
De taal die de Schotten oorspronkelijk spraken was het Gaelisch. Voor 1500 was gael het woord voor Schot. Tussen 1200 en ca. 1700 werd zowel in Schotland als Ierland door de Gaelische elite een gemeenschappelijke literaire vorm van Gaelisch gehanteerd. Daardoor is het aannemelijk dat er meer Ierse middeleeuwse literatuur in Schotland geschreven werd dan we vermoeden. Gaelische literatuur geschreven vóór de 14e eeuw in Schotland omvat onder meer The Lebor Bretnach uit het klooster van Abernethy.
De eerste bekende tekst, geschreven in de noordelijke Middelengelse variant uit de Lowlands (nu Vroegschots genoemd), verscheen niet eerder dan in de 14e eeuw. Volgens John Barbour en andere bronnen draaiden toen in Schotland veel verhalen rond de mythische held Fenian, de Fenian cyclus genoemd.

### Romance-literatuur

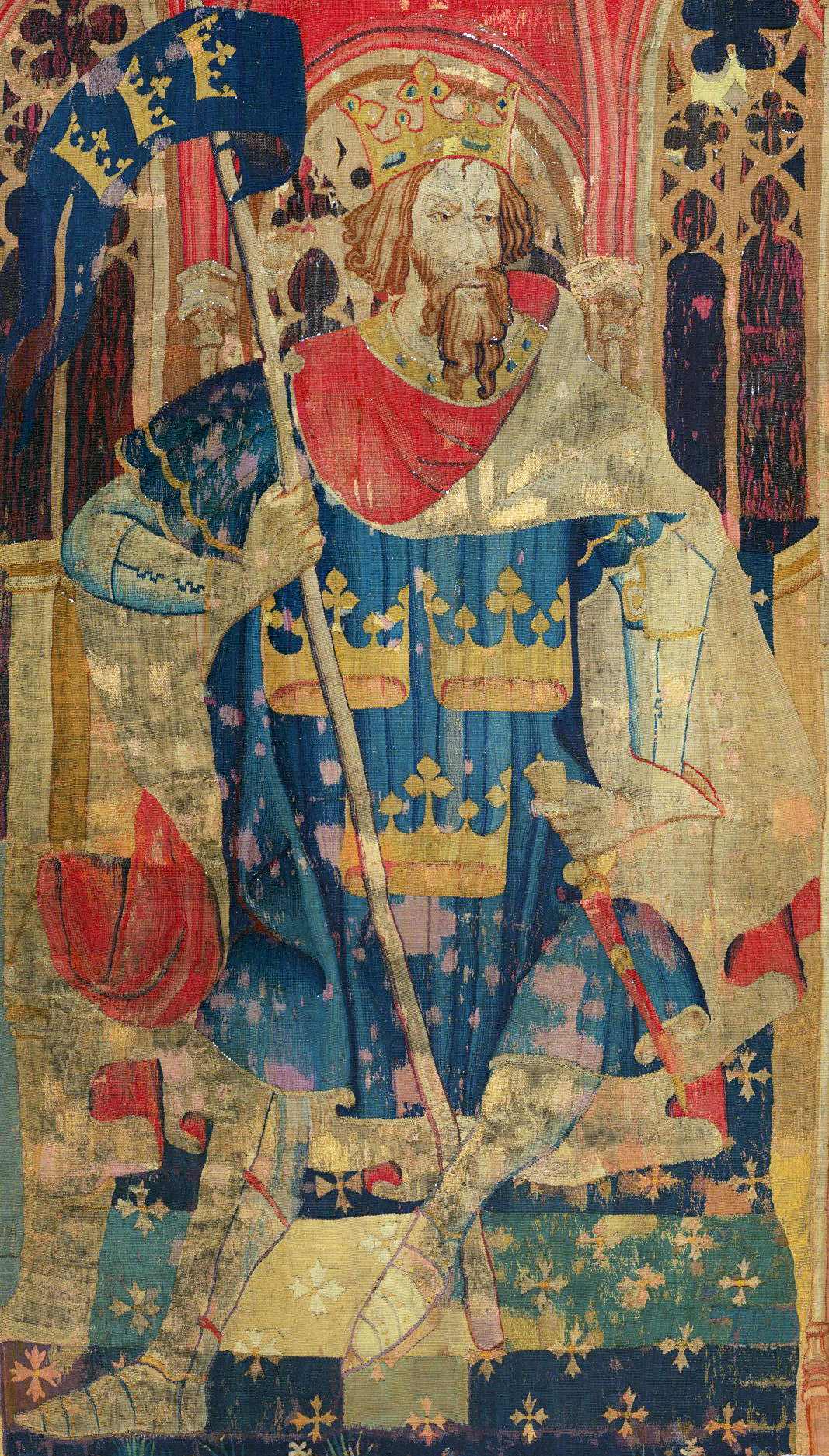
Koning Arthur, detail van wandtapijt Christian Heroes Tapestry 1385

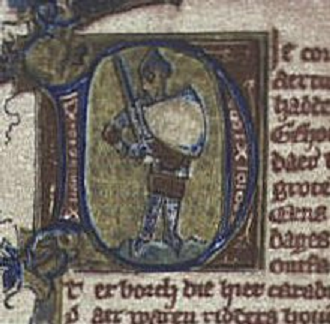
Roman de Fergus, uit een 14e-eeuws manuscript

In de 13e eeuw was Frans de facto de literaire taal. Zo was de Roman de Fergus - het vroegste voorbeeld uit Schotland van een literaire tekst geschreven in een niet-Keltische taal - dan ook in het Frans. Bovendien zouden volgens sommige onderzoekers heel wat verhalen uit de Arthur-cyclus, geschreven in het Frans, oorspronkelijk in Schotland geschreven zijn.
Behalve het Frans stond Latijn ook nog steeds in aanzien als literaire taal. Beroemde voorbeelden daarvan zijn Inchcolm Antiphoner en Carmen de morte Sumerledi, een gedicht dat de overwinning van de Glasgowse burgers op Somailre mac Gilla Brigte bejubelt. En uiteraard was ook het belangrijkste middeleeuwse werk uit Schotland, het Vita Columbae, eveneens in het Latijn geschreven.

## Laat-middeleeuwse Anglo-Schotse literatuur

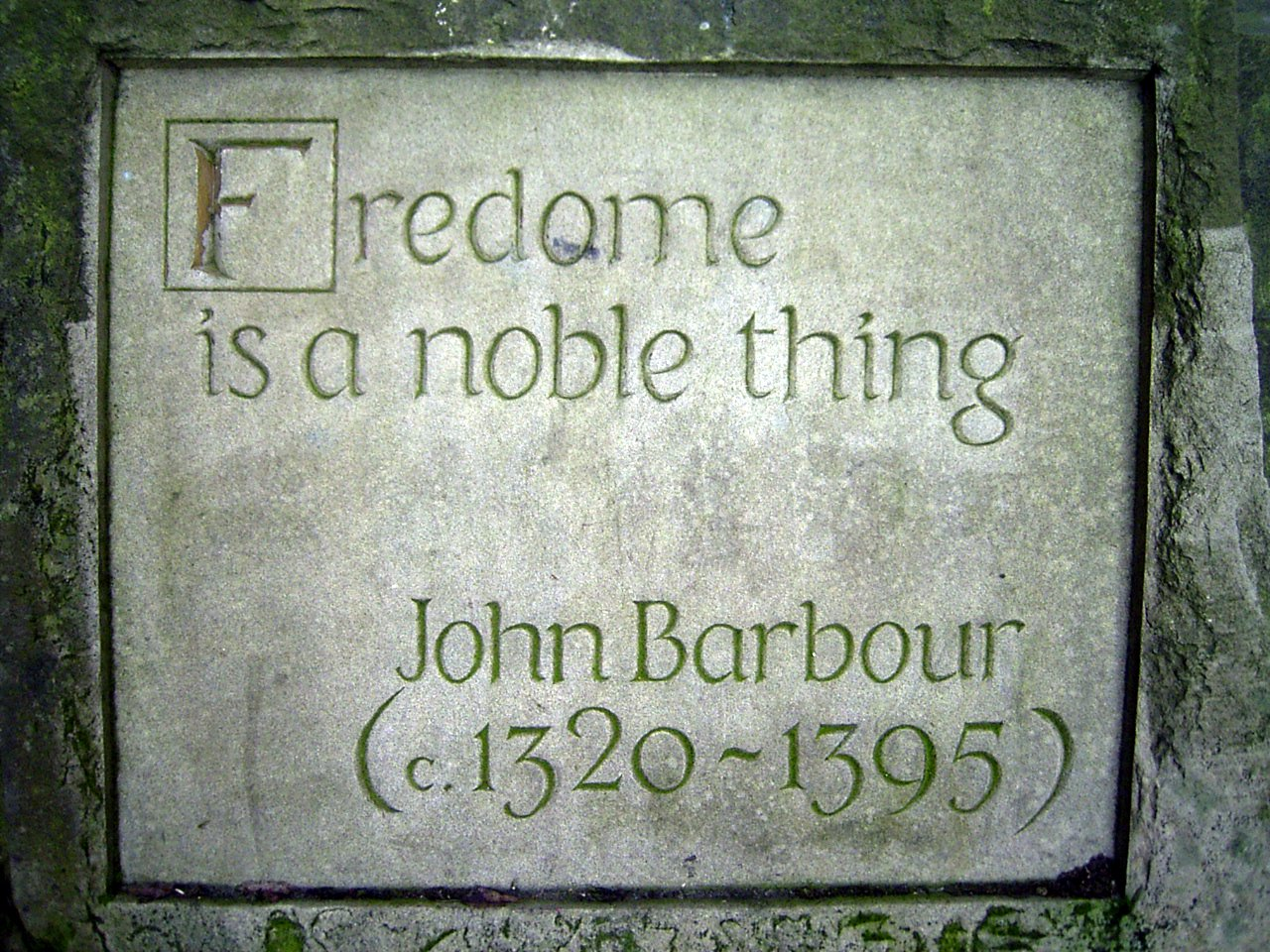
Citaat uit John Harbours gedicht 'The Brus': Freedom is a noble thing to be sought and won at all costs...

De eerste overlevende grote tekst uit de vroege Schotse literatuur is John Barbour's The Brus uit 1375, samengesteld onder het beschermheerschap van Robert II . Barbour wordt beschouwd als de vader van de Schotse poëzie, net zoals zijn tijdgenoot Geoffrey Chaucer de vader van de Engelse poëzie kan worden genoemd.
Wyntoun's 'Kronykil' en Blind Harry's 'Wallace' volgden in de voetsporen van Barbour die met 'The Brus' een genre had gecreëerd: een mix van historische romance met kroniek in vers. Ook Schotse versies van populaire continentale romances werden in die periode geschreven, bijvoorbeeld Lancelot o de Laik en The Buik of Alexander.
Klassieke Franse en Chauceriaanse literaire taal werd een toenemende invloed op de Schotse poëzie van de vijftiende eeuw, waarin ook tal van genres werden beoefend. Veel Middelschotse literatuur werd geproduceerd door makars, dichters die banden hadden met het koninklijk hof. Ten minste twee van de koningen van Schotland in de periode waren zelf makars: Jacobus I (die The Kingis Quair schreef) en zijn afstammeling Jacobus VI. Veel van de makars had universitair onderwijs genoten en waren zo verbonden met de 'Kirk' (de Schotse kerk). Dunbar's Lament for the Makaris (ca.1505) levert echter het bewijs van het bestaan van een seculiere traditie buiten de sfeer van het Hof en de Kirk, ook al is die nu grotendeels verloren gegaan.

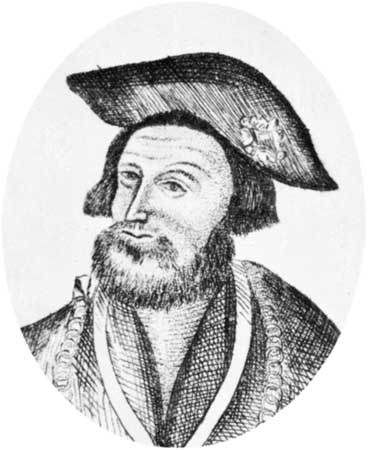
Sir David Lyndsay

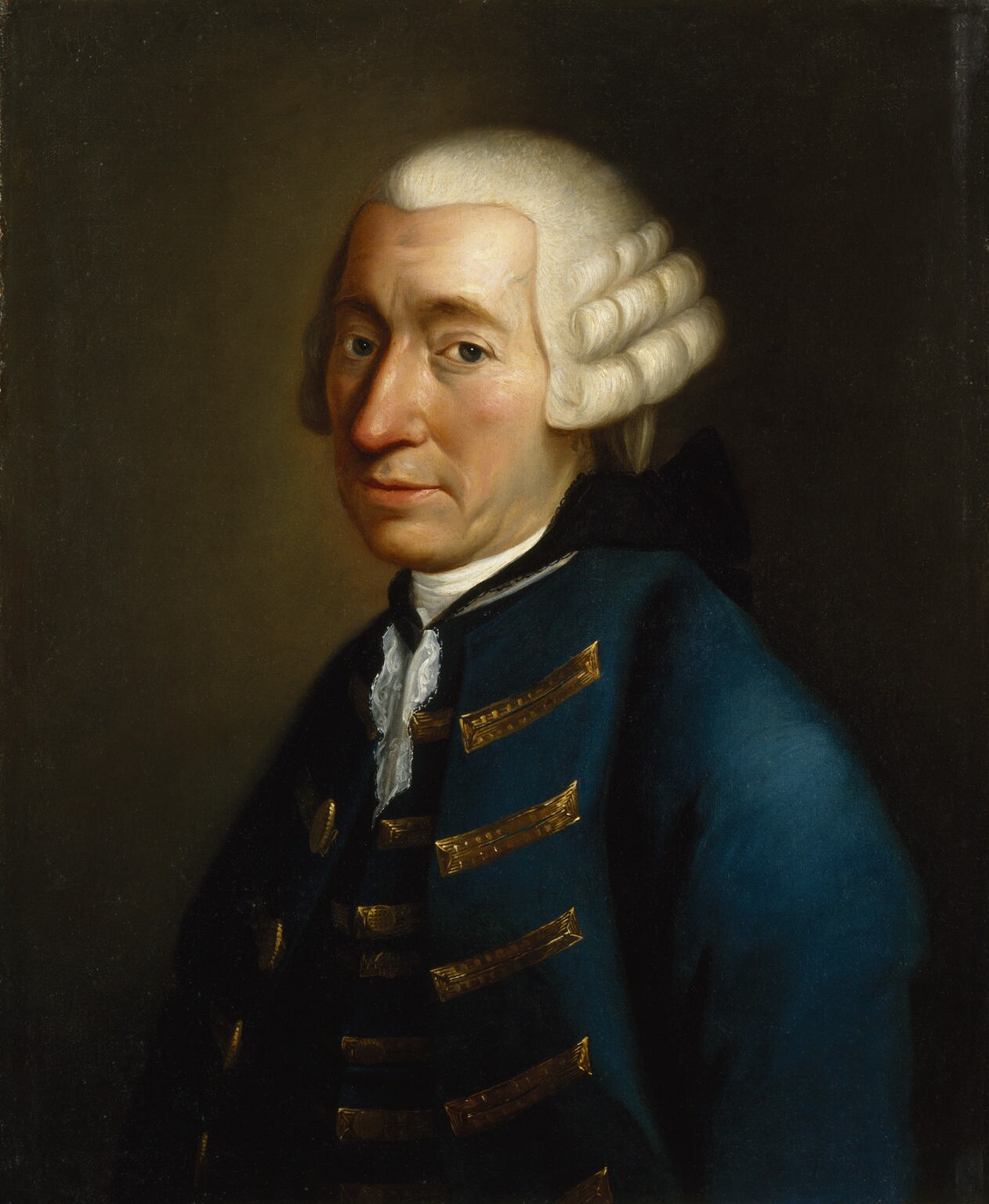
Tobias Smollett

Gaelisch was ook nog steeds een belangrijke taal in Schotland. Walter Kennedy, een van de makars verbonden aan het hof van Jacobus IV, zou in deze taal geschreven kunnen hebben, hoewel slechts voorbeelden van zijn poëzie in het Schots bekend zijn. Schrijvers zoals Robert Henryson, William Dunbar, Walter Kennedy, Gavin Douglas en David Lyndsay speelden een hoofdrol in wat de gouden eeuw van de Schotse literatuur wordt genoemd. Dankzij een aantal midden-16e-eeuwse verzamelaars van manuscripten zoals George Bannatyne zijn nog veel van hun werken overgebleven. Heel wat belangrijke auteurs - onder wie Henryson - schreven nog vóór de komst van de drukpers in Schotland (ca.1508).
Ook het Schotse proza ontwikkelde zich in de periode vóór de drukpers. Een van de vroegste overlevende prozawerken is John Ireland's The Meroure of Wyssdome (de spiegel der wijsheid) uit 1490. Er bestaan ook nog vroeger gedateerde fragmenten van oorspronkelijk Schots proza, zoals de Auchinleck Chronicle. Sommige prozavertalingen van Franse ridderromans uit omstreeks 1450 zijn ook overgeleverd. In de zestiende eeuw, na de komst van het drukken, vertaalde John Bellenden Hector Boece's Historia gentis Scotorum als Chroniklis of Schotland (Kronieken van Schotland), dat werd gepubliceerd in 1536. Het werk was in opdracht van Jacobus V gemaakt. Boece vertaalde ook de eerste vijf boeken van Livius.
Een mijlpaal in de Schotse literatuur werd geschreven tijdens de regeerperiode van Jacobus IV: de 'Eneados' van Gavin Douglas. Het was de eerste volledige vertaling van een grote klassieke tekst in een Anglische taal, afgewerkt in 1513. De ontvangst werd echter overschaduwd door het debacle van de strijd om Flodden datzelfde jaar, en de daaropvolgende politieke instabiliteit die het koninkrijk trof. Een ander belangrijk werk uit die eeuw was David Lyndsay's Ane Pleasant Satyre of de Thrie Estaitis, een levend bewijs van een dramatische traditie die in die periode bestond en anders verloren was gegaan. De stroming van de Schotse literatuur bleef sterk. Aan het einde van de eeuw richtte Jacobus VI, een andere koninklijke beschermheer van literatuur en muziek, de Castalian Band op, een groep van makars en muzikanten aan het hof, gebaseerd op het model van de Pléiade in Frankrijk. De hoveling en Makar Alexander Montgomerie was er een vooraanstaand lid van. Maar dit culturele centrum ging na 1603 (bij de Union of the Crowns) verloren, toen Jacobus zijn hofhouding naar Londen verplaatste.
De Schotse balladetraditie heeft haar oorsprong in de vroege zeventiende eeuw. De compilatie die Francis James Child samenstelde van populaire Engelse en Schotse balladen -Popular Ballads (1882-1898) - bevat tal van voorbeelden, zoals The Elfin Knight (eerste gedrukte versie rond 1610) en Lord Randal. In deze periode begon ook de verengelsing binnen Schotland, alhoewel het 'Lowland Scots' nog steeds werd gesproken door de overgrote meerderheid van de bevolking van de Lowlands. Rond deze periode werd ook een begin gemaakt met het opschrijven van heel wat mondelinge ballads van het noordoosten. Literaire schrijvers van deze periode waren onder meer Robert Sempill (ca.1595-1665), Lady Wardlaw Grizel en Lady Baillie.
De Schotse roman werd ontwikkeld in de achttiende eeuw, met schrijvers als Tobias Smollett.